# Kyle Wilson
Kyle Wilson (* 5. prosince 1984 v Oakvillu, Ontario) je bývalý kanadský hokejový útočník.

## Hráčská kariéra
Svou univerzitní kariéru začal v klubu Colgate University hrající v konferencí ECAC Hockey, kde hrával v letech 2002/06. Konference ECAC patří k lize National Collegiate Athletic Association (NCAA). V roce 2006 byl vybrán do druhého All-Star týmu v ECAC. Během odehraných sezón v NCAA, byl v roce 2004 draftován týmem Minnesota Wild v devátém kole z 272. místa, za klub Minnesota Wild nikdy nenastoupil. Místo toho podepsal 6. října 2006 smlouvu jako volný hráč s týmem San Antonio Rampage, klub hraje v nižší zámořské lize AHL. Za San Antonio Rampage odehrál pouhých sedm zápasů, v nichž si připsal jeden gól, sezónu 2006/07 dokončil v klubu Hershey Bears, pět zápasů odehrál v ECHL za klub South Carolina Stingrays. V organizaci Hershey Bears si upevnil místo v základní soupisce, za klub odehrál čtyři ročníky. V sezónách 2008/09 a 2009/10 pomohl k zisku trofeje Calder Cup. V sezóně 2009/10 také debutoval v nejprestižnější lize National Hockey League za klub Washington Capitals, v prvním zápase za Capitals si připsal dvě asistence. Ve druhém zápasu si připsal pouze jeden záporný bod za pobytu na ledě.
2. července 2010 podepsal smlouvu jako volný hráč z klubem Columbus Blue Jackets, kde poprvé zaznamenal vstřelený gól v sezoně 2010/11. V Blue Jackets odehrál celkem 32 zápasů, v nichž vstřelil čtyři branky a na dalších sedm přihrál. V sezóně hrával i za farmářský klub Blue Jackets v Springfield Falcons, ve kterém odehrál 23 utkání v nichž nasbíral 24 kanadských bodů. 5. července 2011 podepsal smlouvu jako volný hráč z týmem Nashville Predators.

## Ocenění a úspěchy
- 2006 ECAC - Druhý All-Star Tým
- 2007 AHL - Nejlepší střelec v playoff mezi nováčcích
- 2007 AHL - Nejproduktivnější hráč v playoff mezi nováčcích

## Prvenství

### NHL
- Debut - 15. prosince 2009 (Colorado Avalanche proti Washington Capitals)
- První asistence - 15. prosince 2009 (Colorado Avalanche proti Washington Capitals)
- První gól - 25. října 2010 (Columbus Blue Jackets proti Philadelphia Flyers, americkému brankáři Brian Boucher)

### KHL
- Debut - 5. září 2013 (Dinamo Riga proti HK Dinamo Minsk)
- První gól - 5. září 2013 (Dinamo Riga proti HK Dinamo Minsk, běloruskému brankáři Kevin Lalande)
- První hattrick - 12. září 2013 (HC Donbass proti Dinamo Riga)
- První asistence - 19. září 2013 (Dinamo Riga proti HK Dynamo Moskva)

## Klubové statistiky
| Sezóna       | Klub                     | Soutěž       |    | Základní část | Základní část | Základní část | Základní část | Základní část |   | Play off | Play off | Play off | Play off | Play off |
| Sezóna       | Klub                     | Soutěž       | Z  | G             | A             | B             | TM            | Z             | G | A        | B        | TM       |          |          |
| 2002/2003    | Colgate University       | ECAC         | 33 | 4             | 2             | 6             | 15            | —             | — | —        | —        | —        |          |          |
| 2003/2004    | Colgate University       | ECAC         | 37 | 14            | 17            | 31            | 23            | —             | — | —        | —        | —        |          |          |
| 2004/2005    | Colgate University       | ECAC         | 30 | 5             | 18            | 23            | 12            | —             | — | —        | —        | —        |          |          |
| 2005/2006    | Colgate University       | ECAC         | 39 | 23            | 18            | 41            | 22            | —             | — | —        | —        | —        |          |          |
| 2006/2007    | San Antonio Rampage      | AHL          | 7  | 1             | 0             | 1             | 2             | —             | — | —        | —        | —        |          |          |
| 2006/2007    | South Carolina Stingrays | ECHL         | 5  | 3             | 2             | 5             | 4             | —             | — | —        | —        | —        |          |          |
| 2006/2007    | Hershey Bears            | AHL          | 54 | 24            | 30            | 54            | 26            | 19            | 7 | 9        | 16       | 8        |          |          |
| 2007/2008    | Hershey Bears            | AHL          | 80 | 30            | 31            | 61            | 26            | 5             | 0 | 3        | 3        | 2        |          |          |
| 2008/2009    | Hershey Bears            | AHL          | 80 | 28            | 30            | 58            | 31            | 22            | 3 | 7        | 10       | 2        |          |          |
| 2009/2010    | Hershey Bears            | AHL          | 77 | 24            | 29            | 53            | 23            | 21            | 6 | 6        | 12       | 4        |          |          |
| 2009/2010    | Washington Capitals      | NHL          | 2  | 0             | 2             | 2             | 0             | —             | — | —        | —        | —        |          |          |
| 2010/2011    | Columbus Blue Jackets    | NHL          | 32 | 4             | 7             | 11            | 12            | —             | — | —        | —        | —        |          |          |
| 2010/2011    | Springfield Falcons      | AHL          | 23 | 12            | 12            | 24            | 2             | —             | — | —        | —        | —        |          |          |
| 2011/2012    | Milwaukee Admirals       | AHL          | 68 | 22            | 32            | 54            | 25            | 3             | 1 | 2        | 3        | 2        |          |          |
| 2011/2012    | Nashville Predators      | NHL          | 5  | 0             | 0             | 0             | 0             | —             | — | —        | —        | —        |          |          |
| 2012/2013    | Syracuse Crunch          | AHL          | 22 | 5             | 0             | 5             | 6             | —             | — | —        | —        | —        |          |          |
| 2012/2013    | Norfolk Admirals         | AHL          | 16 | 3             | 6             | 9             | 2             | —             | — | —        | —        | —        |          |          |
| 2013/2014    | Dinamo Riga              | KHL          | 49 | 17            | 27            | 44            | 26            | —             | — | —        | —        | —        |          |          |
| 2014/2015    | Traktor Čeljabinsk       | KHL          | 22 | 1             | 5             | 6             | 10            | —             | — | —        | —        | —        |          |          |
| 2014/2015    | Dinamo Riga              | KHL          | 28 | 1             | 8             | 9             | 8             | —             | — | —        | —        | —        |          |          |
| 2015/2016    | Modo Hockey              | SEL          | 22 | 5             | 8             | 13            | 41            | —             | — | —        | —        | —        |          |          |
| 2015/2016    | SCL Tigers               | NLA          | 11 | 5             | 1             | 6             | 2             | —             | — | —        | —        | —        |          |          |
| 2016/2017    | Eisbären Berlin          | DEL          | 48 | 11            | 9             | 20            | 14            | 12            | 0 | 2        | 2        | 6        |          |          |
| Celkem v NHL | Celkem v NHL             | Celkem v NHL | 39 | 4             | 9             | 13            | 12            | —             | — | —        | —        | —        |          |          |
| Celkem v KHL | Celkem v KHL             | Celkem v KHL | 99 | 19            | 40            | 59            | 44            | —             | — | —        | —        | —        |          |          |